# Triengen
Triengen (toponimo tedesco) è un comune svizzero di 4 748 abitanti del Canton Lucerna, nel distretto di Sursee.

## Geografia fisica
Il territorio del comune di Triengen si estende sul versante orientale della valle della Suhre.

## Storia
Il 1º gennaio 2005 ha inglobato i comuni soppressi di Kulmerau e Wilihof (che ne era stato scorporato nel 1842) e il 1º gennaio 2009 quello di Winikon.

## Monumenti e luoghi d'interesse
- Chiesa parrocchiale cattolica di San Lorenzo, eretta nel XIII secolo e ricostruita nel 1796 [3].

## Società

### Evoluzione demografica
L'evoluzione demografica è riportata nella seguente tabella:
Abitanti censiti

## Geografia antropica

### Frazioni
Le frazioni di Triengen sono:
- Kulmerau[7]
- Wilihof[4]
  - Bad Knutwil
  - Burst
  - Dieboldswil
  - Wilihöfe
- Winikon[8]

## Economia
L'economia locale si basa prevalentemente sul settore secondario e sul pendolarismo in uscita; a Triengen ha sede la fabbrica di spazzole Trisa.

## Infrastrutture e trasporti

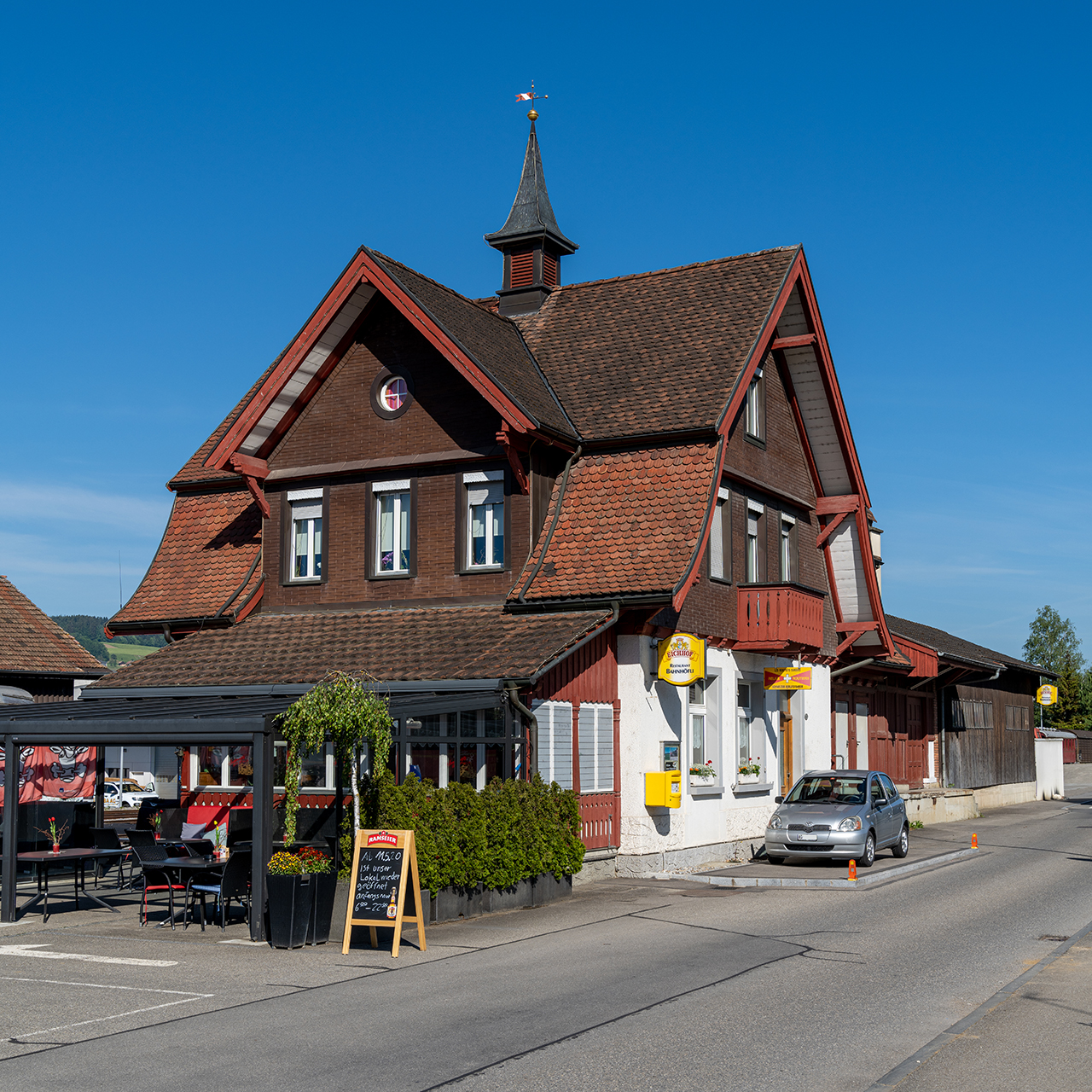
La stazione di Triengen-Winikon

Il comune di Triengen è servito dalla stazione di Triengen-Winikon, capolinea della ferrovia per Sursee, e da quella di Büron-Bad Knutwil.